# Donald Joyce Borror
Donald Joyce Borror (* 24. August 1907 in Ohio; † 28. April 1988) war ein US-amerikanischer Entomologe, Bioakustiker und Ornithologe.
Donald J. Borror studierte an der Ohio State University und erlangte 1930 seinen Master und 1935 seinen Doktorgrad. Bis zu seiner Emeritierung 1977 lehrte er dort. Hier gründete er auch das Borror Laboratory of Bioacoustics, das heute circa 33.000 Aufnahmen beheimatet. Davon wurden 86 Prozent von Borror angefertigt, der nach dem Kauf seines ersten Aufnahmegeräts im Jahre 1947 einer der ersten Bioakustiker wurde. Insbesondere widmete er sich den Lauten der Vögel. Aber auch Laute von Insekten nahm er auf.
In der Entomologie beschäftigte er sich insbesondere mit den Libellen. Er schrieb einige Bestimmungsbücher und 1942 die bislang umfassendste Betrachtung der Gattung Erythrodiplax.

## Schriften
- A Revision of the Libelluline Genus Erythrodiplax (Odonata). The Ohio State University, Columbus 1942 (online).